# Фенилпропаноламин
Фенилпропанолами́н (норэфедри́н) — адреномиметическое лекарственное средство, которое используется также в качестве противоотёчного средства и как средство для подавления аппетита. Органическое вещество, алкалоид. Является стереоизомером катина.

## Применение
Лекарственное вещество, по своему действию сходное с эфедрином. Применяется в ветеринарии собакам при недержании мочи. 

## Противопоказания
Повышенная чувствительность к бромокриптину или другим алкалоидам спорыньи, выраженная артериальная гипертензия, недавно перенесенный инфаркт миокарда, тяжёлые заболевания сердечно- сосудистой системы, АГ, токсикоз беременных, тяжёлые заболевания пищеварительного тракта, психические нарушения.

## Побочные действия
На начальных этапах лечения могут возникать тошнота, рвота и головокружение. В редких случаях препарат может вызвать запор, ортостатическую гипотензию, сонливость, психомоторное возбуждение, галлюцинации, аллергические реакции. Указанные явления обычно проходят при снижении дозы препарата. Иногда, при продолжительном лечении, особенно у пациентов с болезнью Рейно, возможно обратимое побледнение пальцев рук и ног в условиях низких температур.

## Особые указания
- На протяжении первых дней лечения препаратом необходим тщательный контроль АД и общего состояния пациента.
- При длительном применении препарата женщинам следует периодически (1 раз в год) проводить гинекологическое обследование, желательно с цитологическим исследованием тканей шейки матки и эндометрия.
- Лечение Бромкриптином-К может восстанавливать нормальную репродуктивную функцию
- Для предотвращения нежелательной беременности необходима консультация врача в отношении использования надежного метода контрацепции.

## Взаимодействие
- Не допускается сочетанное применение препарата с пероральными контрацептивами, ингибиторами МАО и средствами, угнетающими ЦНС.

## Правовой статус
Входит в Список IV Перечня наркотических и психотропных веществ (прекурсоры, таблица I), оборот которых в Российской Федерации ограничен и в отношении которых устанавливаются меры контроля в соответствии с законодательством Российской Федерации и международными договорами Российской Федерации. Кустарно изготовленные препараты фенилпропаноламина входят в Список I Перечня (оборот запрещён).
Все стереоизомеры катина как вещества, внесённого в список I «Перечня наркотических средств, психотропных веществ и их прекурсоров», являются запрещёнными к обороту на территории РФ (для фенилпропаноламина только кустарно изготовленные препараты).